# Intossicazione da monossido di carbonio
L'intossicazione da monossido di carbonio è un avvelenamento dell'organismo ad opera del monossido di carbonio, potenzialmente mortale.
Il monossido di carbonio è una emotossina perché legandosi saldamente allo ione del ferro nell'emoglobina del sangue forma un complesso 205 volte più stabile di quello formato dall'ossigeno. La formazione di questo complesso fa sì che l'emoglobina sia stabilizzata nella forma di carbossiemoglobina (COHb) che, per le sue proprietà allosteriche, rilascia più difficilmente ossigeno ai tessuti. L'intossicazione da monossido di carbonio conduce a uno stato di incoscienza (il cervello riceve via via meno ossigeno) e quindi alla morte per anossia.
Il monossido di carbonio si lega più saldamente all'emoglobina, rispetto all'ossigeno, a causa della struttura dei suoi orbitali molecolari: infatti, a differenza dell'ossigeno, non solo cede un doppietto di elettroni al ferro, ma ha anche due orbitali π liberi che possono ricevere per retrodonazione π ulteriori elettroni dagli orbitali d del ferro, stabilizzando ulteriormente il complesso.
Sempre a causa della sua alta affinità per il ferro, svolge un ruolo tossico all'interno dei mitocondri: il monossido di carbonio si complessa con i citocromi della catena di trasporto degli elettroni perché questi contengono l'eme come gruppo prostetico (ipossia citotossica).
L'intossicazione da monossido di carbonio rende la cute del cadavere di un tipico colore rosso ciliegia, tanto da farlo sembrare ancora vitale.
Per la sua tossicità, il monossido di carbonio fu utilizzato dai nazisti durante il Secondo Conflitto Mondiale  in camere a gas mobili (semplici autocarri in cui venivano stipate dalle 50 alle 60 persone a cui venivano fatti respirare i gas di scarico prodotti dal motore) definite però dagli esecutori "inefficienti" dal punto di vista quantitativo.

## Incidenza
Si stima che in Italia l'incidenza per l'intossicazione da CO sia di 20 persone su 100 000 abitanti ogni anno, con un tasso di letalità del 5,8%.

## Primo soccorso
- Se sospettate un caso di intossicazione da monossido di carbonio, allontanatevi immediatamente dal luogo in cui questa avviene. Se qualcuno fosse rimasto nel luogo e fosse impossibilitato ad allontanarsi, dopo aver preso un buon respiro in una zona di aria pulita portarsi nel luogo, trattenendo per quanto possibile il respiro, e aprire una finestra; dopo di che, uscire nuovamente dal sito. Acquisita nuova aria pulita, rientrare nel sito ed estrarne l'intossicato. Chiamare appena possibile i soccorsi, descrivendo attentamente la situazione e chiedendo l'intervento di un'ambulanza e dei Vigili del Fuoco.
- Applicare il BLS (Basic Life Support) o il BLS-D (Basic Life Support and Defibrillation), se abilitati all'uso del defibrillatore
- Monitorare le funzioni vitali (frequenza cardiaca, frequenza respiratoria...)
- Attendere l'arrivo dell'ambulanza
- Somministrare ossigeno ad alti flussi (15 l/min) adoperando una mascherina con reservoir
- In casi gravi, procedere con la terapia in camera iperbarica, affinché l'alta pressione rompa i legami fra il CO e l'emoglobina